# IL (casa discografica)
La IL è stata una casa discografica italiana, attiva tra la fine degli anni '60 e i primi anni '70.

## Storia
La IL venne fondata da Paolo Dossena, autore e produttore che lavorava all'RCA Italiana, in cui seguiva il lancio di artisti stranieri in Italia.
La sede era a Roma e la distribuzione era curata dalla RCA.
La IL si occupò della pubblicazione in Italia di alcune piccole case discografiche inglesi come la Regal Zonophone (Procol Harum), francesi come la Orlando International Shows (Dalida), brasiliane come la RGE Discos (Chico Buarque de Hollanda) o americane.

## Dischi pubblicati
Nel caso in cui il disco della IL non abbia alcun riferimento alla data di pubblicazione, c'è un metodo per risalire all'anno di emissione in base al codice della matrice, sempre stampato sull'etichetta (simile a quello dell'RCA Italiana), secondo questo schema:
| Anno di prima stampa | Matrice 45 Giri Mono | Matrice 45 Giri Stereo | Matrice LP 33 Giri Mono | Matrice LP 33 Giri Stereo | Matrice EP 45 Giri Mono |
| -------------------- | -------------------- | ---------------------- | ----------------------- | ------------------------- | ----------------------- |
| 1968                 | TKAW                 | -                      | TKAP                    | TKAY                      | TKAH                    |
| 1969                 | UKAW                 | -                      | UKAP                    | UKAY                      | UKAH                    |
| 1970                 | ZKAW                 | ZKAS                   | ZKAP                    | ZKAY                      | ZKAH                    |
| 1971                 | AKAW                 | AKAS                   | AKAP                    | AKAY                      | AKAH                    |
| 1972                 | BKAW                 | BKAS                   | -                       | BKAY                      | BKAH                    |
| 1973                 | -                    | CKAS                   | -                       | CKAY                      | -                       |

### 33 giri
| Numero di catalogo | Anno          | Interprete   | Titoli                             |
| ------------------ | ------------- | ------------ | ---------------------------------- |
| ILP 30000          | 1968          | Procol Harum | The 1st Album                      |
| ISP 30002          | 1969          | Joe Cocker   | With a Little Help from My Friends |
| ISP 34001          | 1969          | Procol Harum | A Salty Dog                        |
| ISP 34002          | 1969          | Eric Charden | Tutto è rosa                       |
| ISP 34032          | Febbraio 1970 | Joe Cocker   | Joe Cocker!                        |
| ISP 34122          | Febbraio 1971 | Dalida       | Ses Derniers Succès                |
| ISP 34123          | Marzo 1971    | Joe Cocker   | Cocker Power                       |
| ISP 34126          | Maggio 1971   | Procol Harum | The Best Of Procol Harum           |

### Stereo8
| Numero di catalogo | Anno          | Interprete        | Titoli                   |
| ------------------ | ------------- | ----------------- | ------------------------ |
| E8SV 11115         | Aprile 1971   | Procol Harum      | The Best Of Procol Harum |
| E8SV 11125         | Novembre 1971 | Ike & Tina Turner | Ike & Tina Turner        |
| E8SV 34165         | Gennaio 1973  | Dalida            | Dalida                   |

### 45 giri
| Numero di catalogo | Anno           | Interprete   | Titoli                            |
| ------------------ | -------------- | ------------ | --------------------------------- |
| NIL 9005           | Ottobre 1968   | Procol Harum | Il tuo diamante/Fortuna           |
| NIL 9016           | 1969           | Eric Charden | Senza te/La notte penso a te      |
| NIL 9026           | Giugno 1970    | Eric Charden | Per fortuna/Tu sei tu             |
| NIL 9041           | Giugno 1971    | Dalida       | La colpa è tua/L'amore mio per te |
| NIL 9050           | Settembre 1971 | Dalida       | Mamy Blue/Prigioniera             |
| NIL 9055           | Marzo 1972     | Dalida       | Cammina cammina/Credo nell'amore  |
| NIL 9056           | Aprile 1973    | Dalida       | Sei solo un uomo in più/Lei lei   |